# Bekerítések
A bekerítések (elkerítés, enclosure) szűkebb értelemben a 16–18. századi Anglia gazdasági – politikai folyamata, melynek során a birtokosok először a közös legelőket, majd a bérlők parcelláit kerítették be (ill. el), hogy kiterjesszék a juhlegelőiket vagy belterjes növénytermesztésbe fogjanak.
A XVIII. században a bekerítések a földmagántulajdon megszilárdításával a fejlettebb eljárások elterjedését segítették elő. A bekerítés révén a mezőgazdaságban felszabaduló munkaerő az iparba vándorolt.

## A bekerítés Angliában
A textilipar egyik alapanyaga, a gyapjú iránt megnőtt keresletre válaszolva az angol földbirtokosok a nagyobb haszonnal kecsegtető juhtenyésztésre kívántak átállni. Így az addig megműveletlen vagy a parasztok közös művelésében álló földeket, illetve maguknak a bérlő parasztoknak a földjeit is igyekeztek elvenni. A folyamat nem törvényhozási eszközökkel, hanem az igazságszolgáltatás útján, gazdasági és gazdaságon kívüli kényszerrel, erőszakkal zajlott le. Az angol törvények ugyan nem változtak, de a bíróságok a parasztok és a földbirtokosok vitáiban a földbirtokosoknak adtak igazat és segédkeztek a parasztok elűzésében. III. György brit király uralkodása alatt a Parlament 3354 úgynevezett magán felhatalmazást adott, amivel körülbelül négymillió acre földterület bekerítésére került sor. A Parlament abban az esetben adott felhatalmazást, ha ezt a községi földön gazdálkodók háromnegyedes többsége kérelmezte. A háromnegyedes többséget azonban nem a falusiak száma, hanem a földhöz való közük szabta meg. Így a legtöbb községben a squire egymagában is többségben volt, illendőségből azonban vett maga mellé még néhány nagybirtokost. Az eljárás során a parasztok értesítést kaptak a Parlamenttől arról, hogy – meghallgatásuk nélkül – elvették községi földjeiket. A folyamatot erősítette, hogy hatálytalanították I. Erzsébet angol királynő azon törvényét is, mely szerint tanyai házat csak négy acre kerttel szabad építeni. Az eljárás során a parasztok hiába állították, hogy az adott földet már nemzedékek óta háborítatlanul használták, a bíróság nem fogadta el védekezésüket. Az így nyert földterületeket a földbirtokosok vagy maguk kezdték művelni, vagy parasztbérlőknek (yeoman) adták ki.